# Тоурсхёбн
Тоурсхёбн (исл. Þórshöfn) — деревня на северо-востоке Исландии. Входит в состав общины Ланганесбиггд сислы Нордюр-Тингейар. Расположена на полуострове Ланганес близ залива Тистиль-фьорд. Население по состоянию на 1 января 2018 года составляет 504 человека (женщины 227, мужчины 277).
Название населённого пункта в переводе буквально означает «порт Тора». Среди исландцев также распространено другое название — Тоурсхафнархреппюр (Þórshafnarhreppur) — чтобы не путать Тоурсхёбн с Торсхавном, название которого по-исландски звучит точно так же.
Имеется Аэропорт Тоурсхёбна, предоставляющий сезонные вылеты в Акюрейри и Рейкьявик.